# Färsköl
Färsköl, ibland även benämnt grönöl, är en marknadsföringsterm för opastöriserat och ofiltrerat öl.
Ofta gäller det sådan öl som normalt säljs pastöriserad och filtrerad, till exempel ljust lageröl. Många andra sorters öl är normalt inte pastöriserade eller filtrerade, men marknadsförs ändå inte som färsköl.
En annan, äldre betydelse av färsköl är öl som är färdigjäst men ännu inte lagrats.

### Webbkällor
- Bryggarwiki – Färsköl. Svenska Hembryggareföreningen. Läst 2016-07-21.
- Westerlund, Örjan (2014). 101 öl du måste dricka innan du dör ([5., uppdaterade utg.]). Stockholm: Grenadine. Libris 15177803. ISBN 9789186287528